# Вена-Швехат (аэропорт)

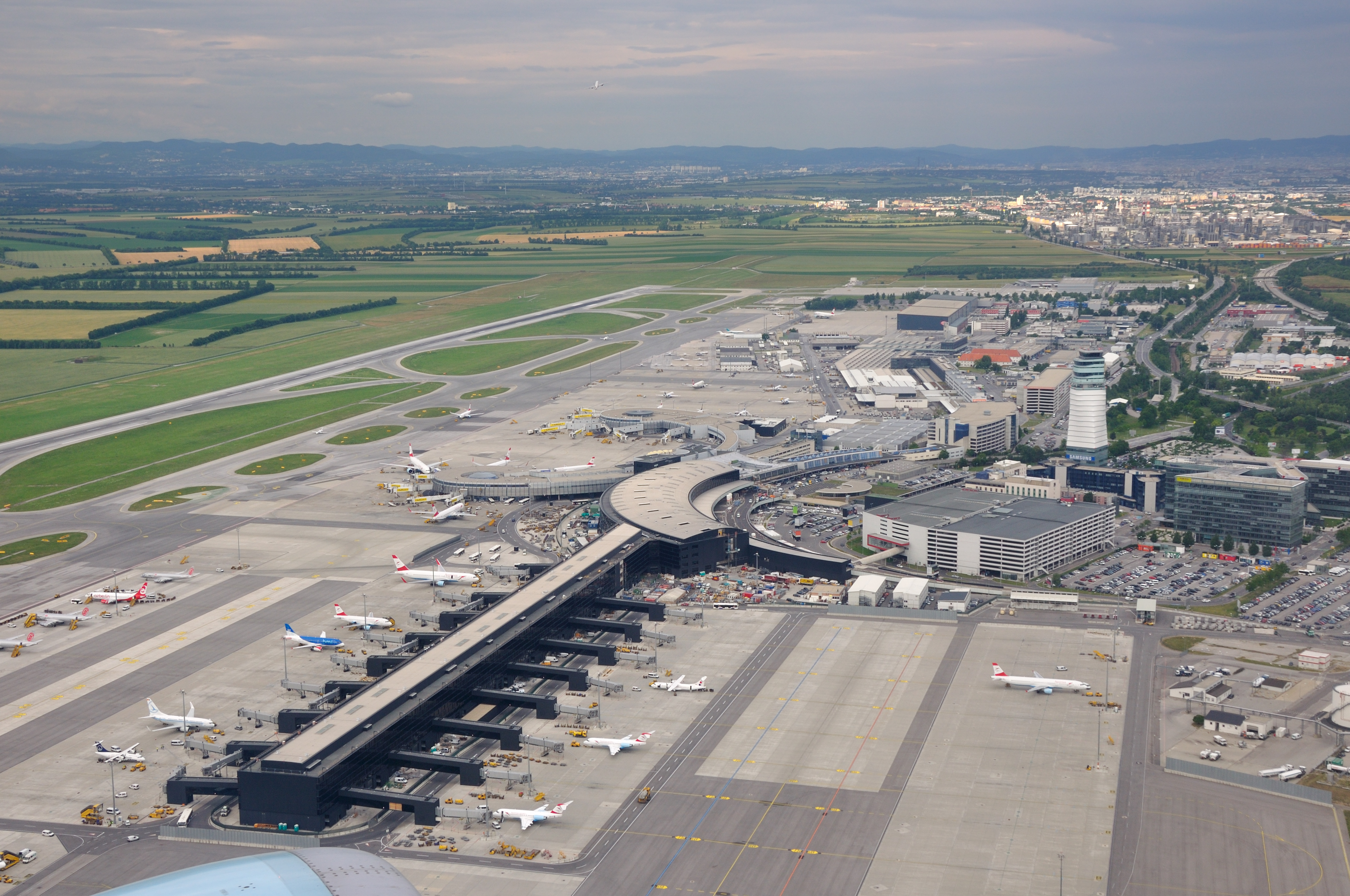
Вид аэропорта с высоты птичьего полёта

Вена-Швехат (нем. Flughafen Wien-Schwechat) или Венский международный аэропорт (англ. Vienna International Airport) (ИАТА: VIE, ИКАО: LOWW) расположен в 18 км к юго-востоку от Вены и является самым загруженным аэропортом Австрии. Название «Вена-Швехат» или просто «Швехат» происходит от ближайшего городка, Швехата. Аэропорт может принимать широкофюзеляжные самолёты, такие как Boeing 747 и Airbus A340, а также Airbus A380. Аэропорт Вена-Швехат является хабом для Austrian Airlines и её подразделений. В 2008 году на церемонии World Airport Awards аэропорт Вена-Швехат был признан лучшим аэропортом Центральной и Восточной Европы.

## История
Изначально построенный как военный аэропорт в 1938, в 1945 он был взят под контроль британскими властями. В 1954 был основан Betriebsgesellschaft, и аэродром в Швехат заменил венский аэропорт Асперн в качестве основного аэропорта страны. В это время была только одна взлётно-посадочная полоса, которая в 1959 была увеличена до 3 000 метров. Строительство нового здания аэропорта началось в 1960. В 1972 была построена вторая взлётно-посадочная полоса.
Аэропорт дважды принимал олимпийские команды, поскольку Австрия дважды принимала Зимние Олимпийские игры. Иоанн Павел II также пользовался аэропортом во время его посещений Австрии. 27 декабря 1985 билетная касса El Al подверглась атаке палестинских террористов.

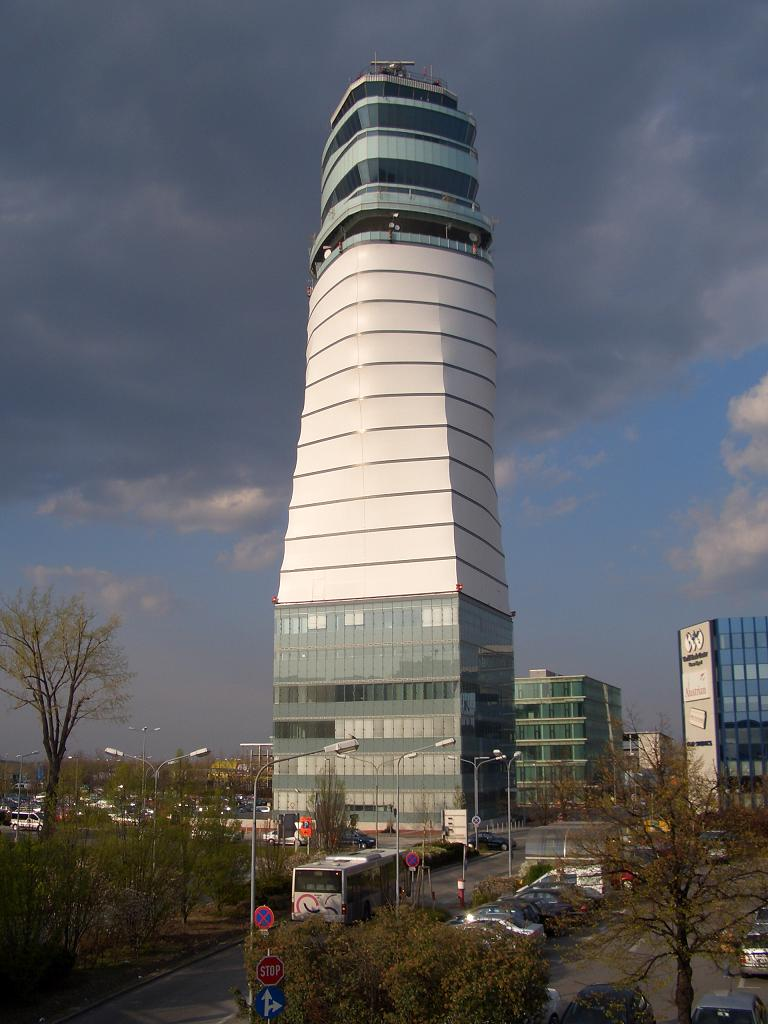
109-метровый контрольно-диспетчерский пункт

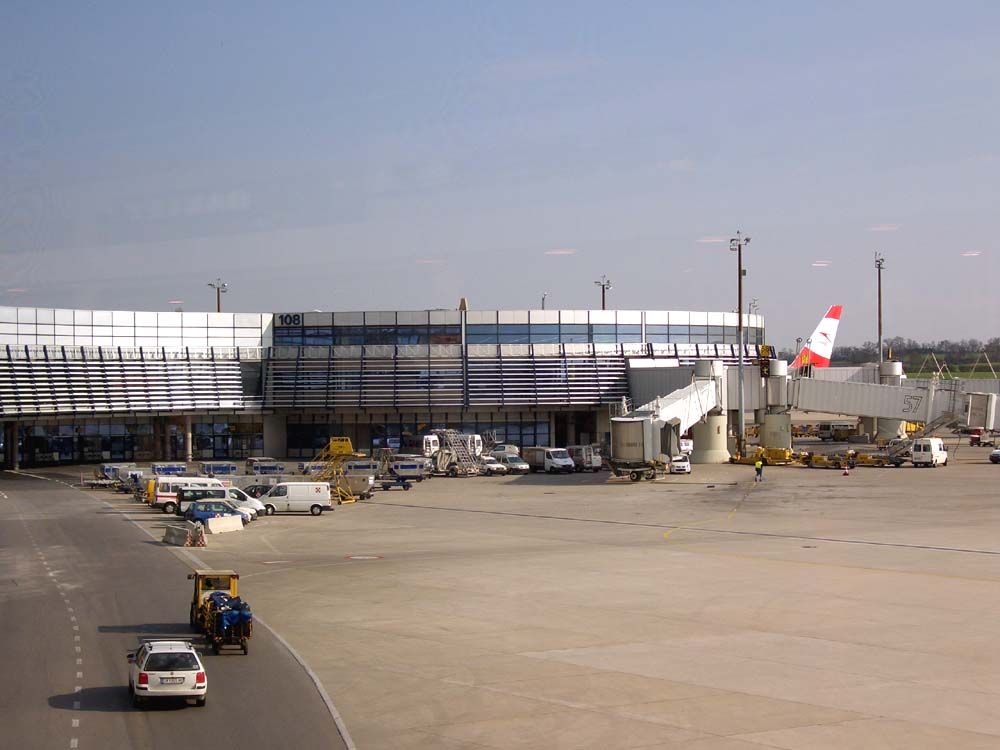
Зал A для международных рейсов

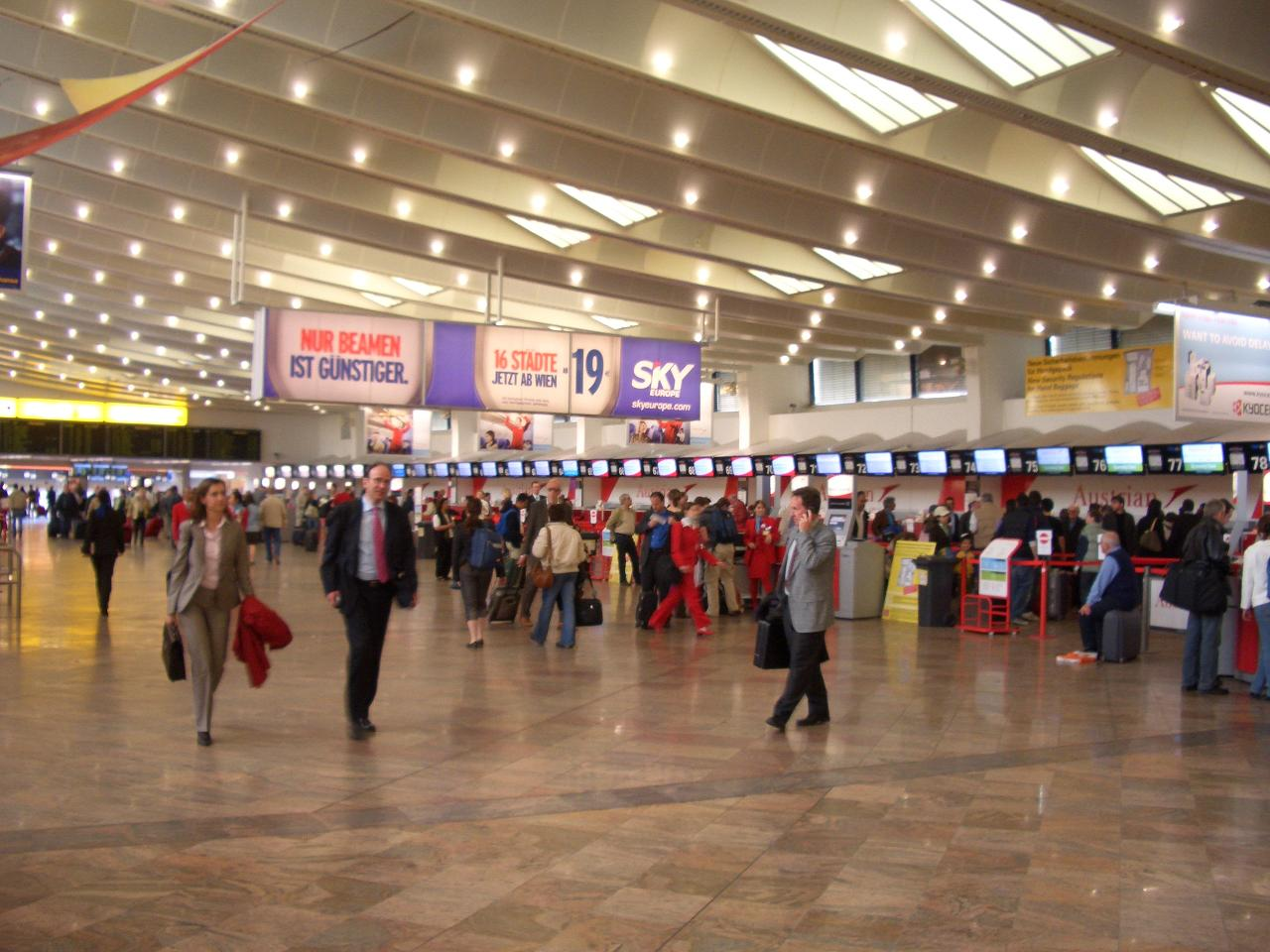
Один из залов регистрации в аэропорту

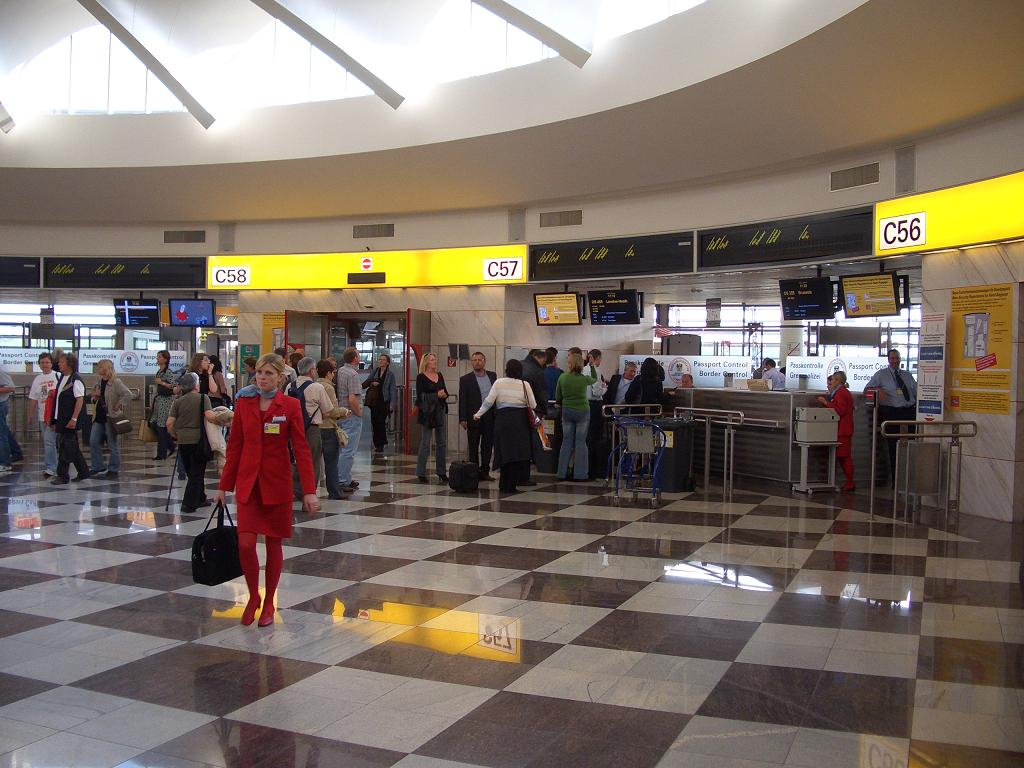
Выходы на посадку Зала C, обслуживают преимущественно рейсы в Шенгенскую зону

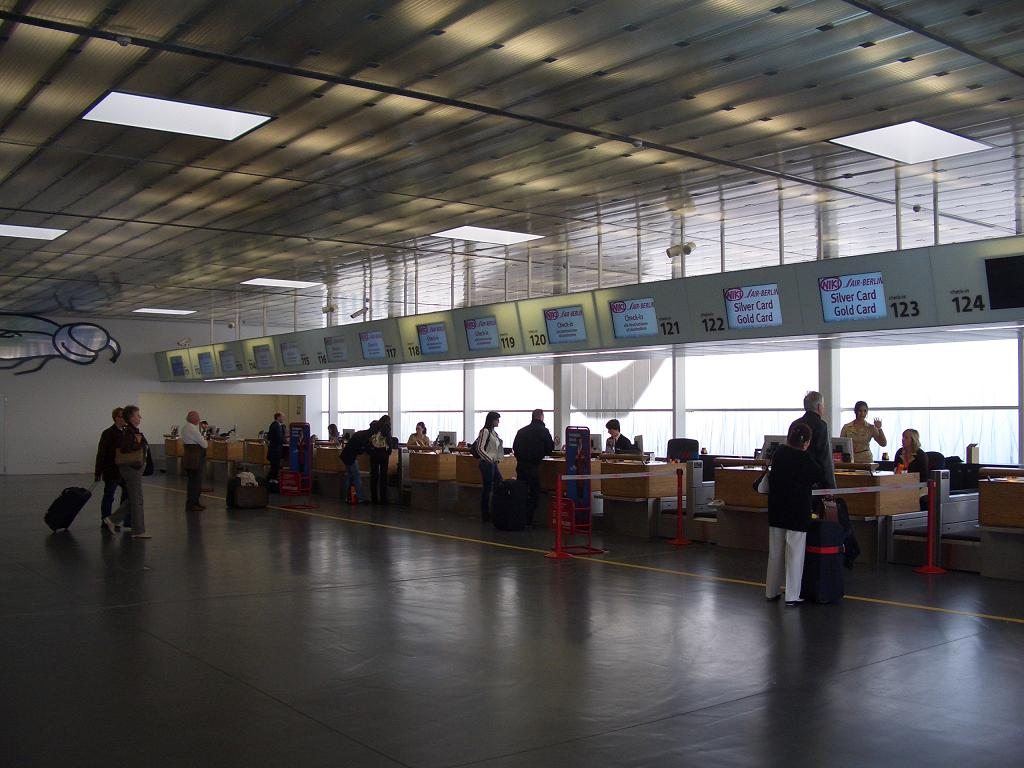
Терминал 1A, обслуживает преимущественно лоу-кост перевозчиков

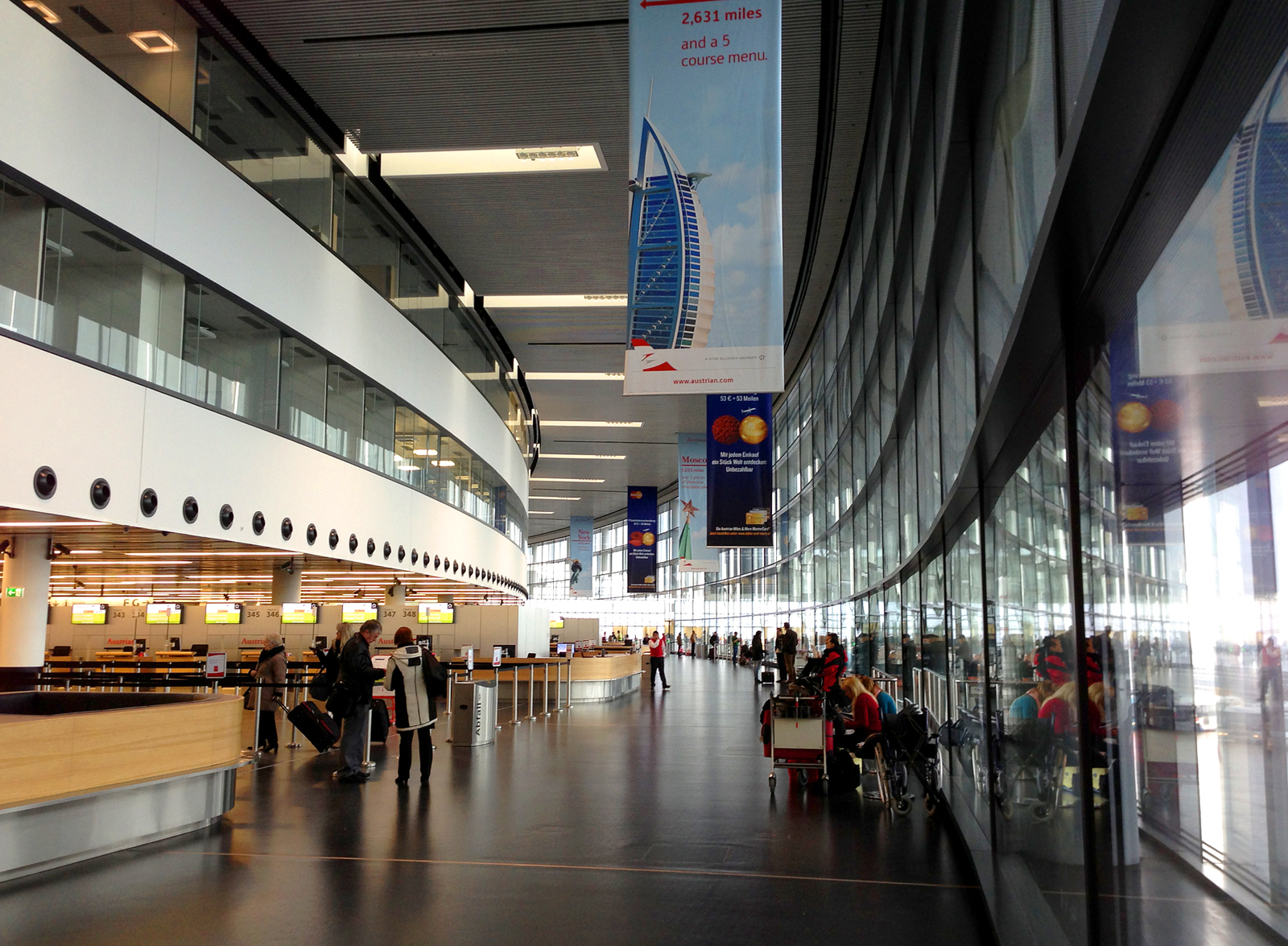
Терминал 3, открытый в 2012 году, в основном обслуживает рейсы Austrian Airlines

## Терминалы
В Венском международном аэропорту функционирует четыре терминала: основные Терминалы 1, 2 и 3 и дополнительный терминал 1A, построенный для обслуживания лоу-кост-авиакомпаний. 
Терминал 1 обслуживает авиакомпании, входящие в альянс Oneworld и SkyTeam.   
Терминал 1A обслуживает лоу-кост-авиакомпании.
Терминал 2 закрыт на ремонт как минимум до конца 2017 года. 
Самый новый Терминал 3 используется авиакомпанией Austrian Airlines, а также Star Alliance и их партнерами. Кроме того, этот терминал также принимает рейсы Emirates и El Al.
Операторами всех терминалов являются Fraport, Vienna Airport Handling, Swissport и Austrian Airlines.

## Залы
Зал B: В подвале зала С. Выходы B22-B43 (только автобусы)
Европейские рейсы (Шенгенская зона)
Зал C («Западный пирс»): для рейсов внутри Шенгенской зоны; выходы C31-C42 (только телетрапы); выходы C35-C41 (трансферные), C71-C75 (только автобусы)
Зал D («Восточный пирс», бывший зал A): международные рейсы вне Шенгенской зоны. Выходы D21-D29 (только телетрапы), D31-D37 (только автобусы), D61–D70 (только автобусы)
Зал F (Уровень 1 «Северного пирса»): используется для рейсов внутри Шенгенской зоны. Выходы F01-F37 (телетрапы и автобусы)
Зал G (Уровень 3 «Северного пирса»): рейсы за пределы Шенгеской зоны. Выходы G01-G37 (телетрапы и автобусы)

## Генеральный план 2015
В связи с постоянным ростом пассажирских и грузовых перевозок руководство Венского международного аэропорта приняло решение о строительстве новых зданий.
- Новый контрольно-диспетчерский пункт. Строительство башни контрольно-диспетчерского пункта высотой 109 метров завершено, такая высота позволяет обозревать всю территорию, кроме того, с башни в тёмное время суток устраивается лазерное шоу.

- Новый терминал: в связи с постоянным ростом пассажирских и грузовых перевозок был построен терминал 3 — SKYLINK, который обеспечивает обслуживание возрастающего пассажиропотока по высоким стандартам.

- Третья взлётно-посадочная полоса: в связи с ужесточением авиационных стандартов третья взлётно-посадочная полоса станет необходима для аэропорта.

- Железнодорожная станция: подземная железнодорожная станция будет расширена, будут построены пути в Братиславу. Построена новая подземная железнодорожная станция Городской Железнодорожной Сети, специализированные фирменные City-Airport Train электропоезда идут до центра города около 16 минут. По соседнему пути идёт практически такой же поезд, но не «фирменный», стоит же он практически в два раза дешевле.

## Авиакомпании

### Пассажирские авиакомпании
- Aer Lingus
- airBaltic
- Air China
- Air France
- Air Malta
- Air Transat
- Air Via
- Austrian Airlines
- Azerbaijan Airlines
- British Airways
- Brussels Airlines
- Bulgaria Air
- Bulgarian Air Charter
- Central Connect Airlines
- China Airlines
- Croatia Airlines
- Cyprus Airways
- Delta Air Lines
- easyJet
- Emirates
- EgyptAir
- El Al
- EVA Air
- Finnair
- Free Bird Airlines
- Georgian Airways
- Iberia
  - Iberia Regional оператор Air Nostrum
- InterSky
- Iran Air
- KLM
  - KLM Cityhopper
- Korean Air
- LOT Polish Airlines
  - LOT Polish Airlines оператор EuroLOT
- Lufthansa
  - Lufthansa Regional оператор Air Dolomiti
- Luxair
- MAT Macedonian Airlines
- Mesopotamia Air
- Montenegro Airlines
- Pegasus Airlines
- Qatar Airways
- Россия
- Royal Jordanian
- Saudi Arabian Airlines
- Scandinavian Airlines System
- Shanghai Airlines
- SunExpress
- Syrian Arab Airlines
- Swiss International Air Lines
- TAROM
- Tunisair
- Turkish Airlines
- Ukraine International Airlines
- UTair

### Грузовые авиакомпании
- Aer Lingus
- Emirates SkyCargo
- European Air Transport
- Martinair Cargo
- TNT Airways
- Asiana Airlines
- Korean Air
- China Airlines